# Zenta (Schiff)
Die SMS Zenta war ein Kleiner Kreuzer der k.u.k. Kriegsmarine und das Typschiff der Zenta-Klasse. Sie absolvierte mehrere Auslandseinsätze und wurde kurz nach Ausbruch des Ersten Weltkrieges 1914 bei einer Seeschlacht versenkt. Der Kreuzer war nach der Schlacht bei Zenta von 1697 benannt.

## Baugeschichte
In ihrem Gesamtkonzept der allgemeinen Entwicklung hinterherhinkend, sah sich die k.u.k. Kriegsmarine 1896 gezwungen zwei neue Kreuzertypen auf Kiel zu legen. Dies betraf einerseits die Kaiser-Karl-VI.-Klasse als gepanzerten Kreuzertyp und die Zenta-Klasse in einer ungepanzerten Ausführung. Entworfen wurde die Zenta-Klasse von dem Konstrukteur Siegfried Popper, der mit diesem Schiff der Forderung nach großem Aktionsradius bei relativ hoher Geschwindigkeit nachkommen konnte, womit es auch die Bedingungen für Aufklärungs- und Sicherungsdienst in den Überseegebieten erfüllte. Dafür war auch eine Hilfsbesegelung von insgesamt 586 Quadratmeter vorgesehen, die sich jedoch bald als überflüssig erweisen sollte. Die lebenswichtigen Bereiche waren durch ein gewölbtes, leicht gepanzertes Oberdeck geschützt, als Bewaffnung wurden ausschließlich Geschütze der Firma Škoda verwendet.
Im Gegensatz zu den beiden Schwesterschiffen war der Stahlrumpf der Zenta bis zur Wasserlinie mit einer 20 Millimeter starken Teakholzschicht verkleidet, auf die man Platten aus sogenanntem Muntzmetall (einer Legierung aus zwei Teilen Kupfer und drei Teilen Zink) aufgelegt hatte. Diese Maßnahme erhöhte allerdings die Gesamttonnage um 106 ts. Obwohl man sich davon einen geringeren Arbeitsaufwand bei der Wartung der Schiffshülle versprochen hatte – man hoffte auf eine Verringerung des Bewuchses –, hat sich diese Bauweise nicht bewährt und wurde nicht mehr angewendet.
Als Österreich-Ungarn diese Klasse auf Kiel legte, besaß Italien bereits drei, Deutschland sechs, Frankreich fünf und Großbritannien 33 dieser Schiffe. Dies verdeutlichte wiederum die Schwerfälligkeit und das schneckenhafte Tempo, mit der die österreichisch-ungarische Administration zu arbeiten pflegte – die Schiffe dieser Klasse galten bei Indienststellung bereits als veraltet und hätten schon 1910 ersetzt werden müssen. Trotzdem waren sie bei Kriegsbeginn gefechtsbereit, auch wenn sie von geringem Nutzen und dementsprechend nur wenig in Kampfhandlungen verwickelt waren.
Die Zenta konnte erst mit 17-monatiger Verspätung fertiggestellt werden, weil man zwischenzeitlich die für das Schiff vorgesehenen Geschütze an Spanien verkauft hatte. Der Kreuzer wurde am 8. August 1896 im Seearsenal in Pola auf Kiel gelegt, der Stapellauf erfolgte am 18. August 1897 und die Indienststellung am 25. Mai 1899.

## Einsätze

### Boxeraufstand
Im Jahr 1900 befand sich SMS Zenta auf einer ausgedehnten Asienfahrt, die sie im Januar 1900 auch nach China führte. Nachdem das Schiff mehrere Häfen besucht hatte, setzte es seine Reise nach Japan fort, wurde aber nach der Ankunft in Sasebo telegrafisch nach China zurückbeordert, um anlässlich des Boxeraufstandes einen Landungstrupp zum Schutz der k.u.k. Botschaft in Peking abzustellen. 30 Seeleute und zwei Seekadetten unter Führung eines Leutnants wurden dazu im Golf von Bohai bei Hai He angelandet und trafen am 4. Juni in Peking ein. Der Kommandant der Zenta, Fregattenkapitän Eduard Thomann Edler von Montalmar, hatte die Gruppe begleitet und wurde mit ihnen in Peking eingeschlossen. Zum Anführer der gemischten Verteidigungstruppe aus Angehörigen verschiedener westlicher Nationen gewählt, wurde er schließlich bei den folgenden Gefechten im Gesandtschaftsviertel getötet. Das Kommando der Zenta übernahm Fregattenkapitän Skala.
20 Besatzungsmitglieder der Zenta beteiligten sich Ende Juni 1900 am Sturm auf die Taku-Forts. 25 Mann wurden Admiral Seymour als Teil von dessen internationaler Entlastungstruppe zugewiesen, 40 Matrosen waren zur Sicherung nach Tianjin abgestellt.
Gemeinsam mit den später eingetroffenen k.u.k. Kriegsschiffen Kaiserin und Königin Maria Theresia, Kaiserin Elisabeth und der Aspern konnten mit der Zenta im September 1900 etwa 400 Heeressoldaten und eine Landungstruppe aus rund 180 Seeleuten an Land geschickt werden.
Nach Besuchen in Hongkong und japanischen Häfen kehrte das Schiff 1901 in den Heimathafen Pola zurück.

### Weitere Vorkriegszeit
In den Jahren 1902 und 1903 wurde die Zenta auf eine handelspolitische Missionsreise um Afrika herum bis nach Südamerika geschickt. 1909 nahm sie an der Flottendemonstration in der Levante teil, war 1911 bei den Feierlichkeiten anlässlich des Stapellaufes der Viribus Unitis dabei und wurde 1912 zunächst außer Dienst gestellt und in die Reserve versetzt.

### Erster Weltkrieg und Untergang

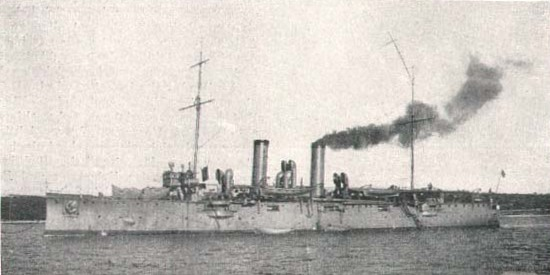
SMS Zenta mit Kriegsanstrich

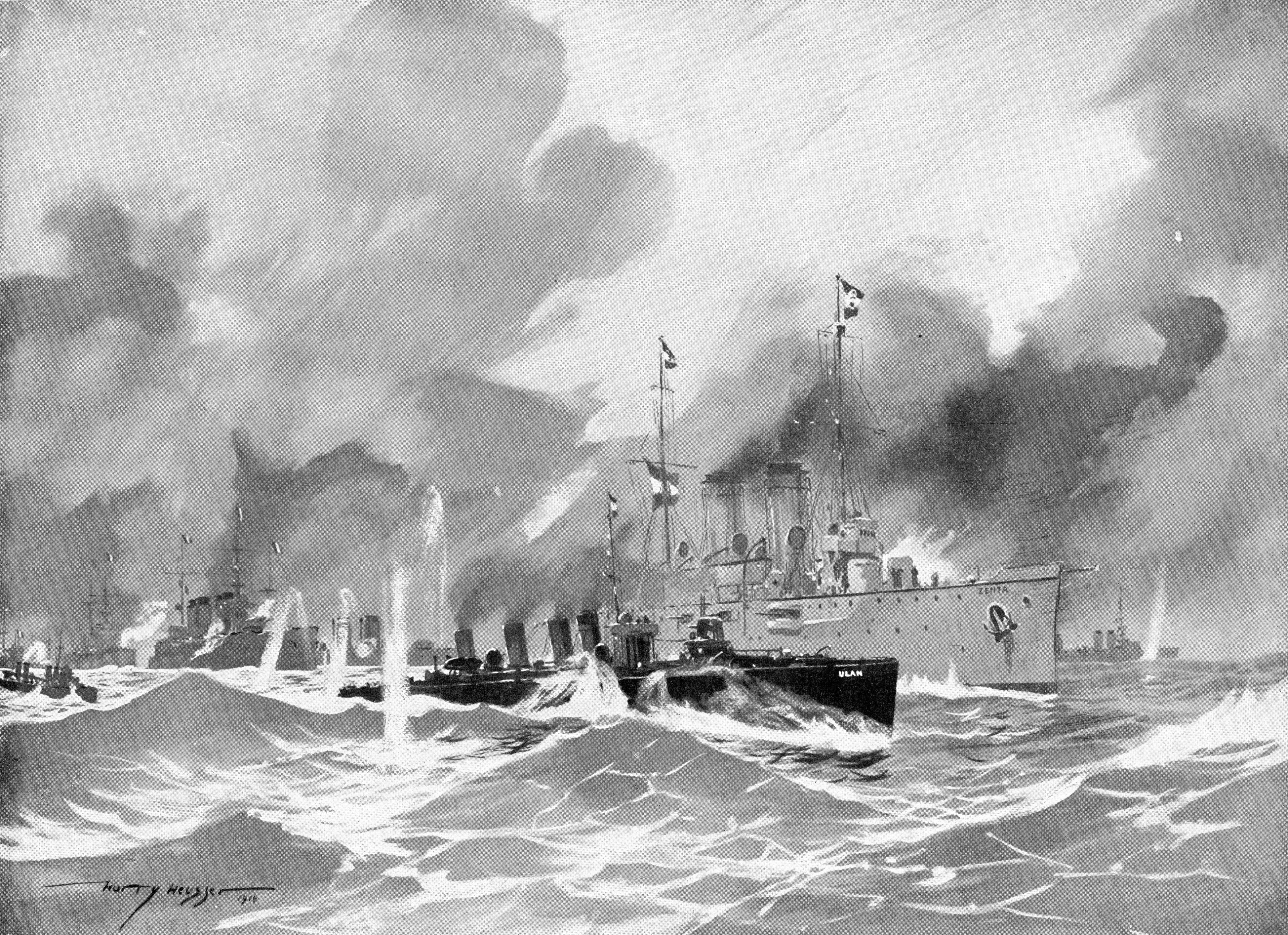
„SMS Zenta und SMS Ulan im Gefecht vor Castellastual, Adria, am 16. August 1914“ Gemälde von Harry Heusser, 1914

Bei Ausbruch des Ersten Weltkrieges 1914 wurde die Zenta reaktiviert und gemeinsam mit Szigetvár zu Patrouillenfahrten zur Durchsetzung der Blockade vor der montenegrinischen Küste abgestellt, über die die Entente ihre Verbündeten auf dem Balkan versorgen wollten.
Während sich der Kern der k.u.k. Flotte in Pola aufhielt, waren Zenta und der Torpedobootszerstörer Ulan vor der Küste Montenegros im Einsatz, um vor dem Hafen Antivari zu kreuzen. 27 km nördlich von Antivari entfernt unterhielt Österreich-Ungarn in Kotor eine Flottenbasis, die nach der Kriegserklärung Montenegros praktisch von Land her eingeschlossen war. Zum Schutz waren drei alte Linienschiffe der Monarch-Klasse und einige Kreuzer und Zerstörer dahin abkommandiert worden. Sie wurden abwechselnd eingeteilt, um Antivari zu blockieren.
Die Mittelmeerflotte Frankreichs, unter dem Kommando von Admiral Boué, hatte den Auftrag erhalten, die Marine Österreich-Ungarns als Bedrohung auszuschalten. Boué führte seine gemischt-nationale Flotte, nachdem der Transport der Kolonialtruppen aus Nordafrika abgewickelt und der Kriegszustand mit Österreich-Ungarn erklärt war, in die Adria, um den Gegner zur Schlacht zu provozieren. Die modernen Schlachtschiffe Courbet und Paris führten den Verband, gefolgt von zehn Linienschiffen, einem Panzerkreuzer und zwei Zerstörerflottillen. Die Royal Navy schloss sich der Flotte mit den Panzerkreuzern Defence und Warrior sowie vier Zerstörern an. Das k.u.k. Linienschiff Monarch entdeckte die feindliche Flotte am Morgen des 16. August und flüchtete mit seinen Begleitschiffen nach Kotor, ohne jedoch die Zenta zu warnen. Gegen 8:45 Uhr stellte die französische Flotte Zenta und Ulan und begann sie um 9:03 Uhr aus 13.500 Metern Entfernung zu beschießen. Fünfhundert 12-inch-(30,5-cm-)Granaten wurden auf die beiden Schiffe verschossen, Zenta blieb nach Treffern gestoppt liegen, Kommandant Pachner gab Befehl zum Verlassen des Schiffs. Gegen 9:30 kenterte die Zenta und versank, die schnelle Ulan konnte sich absetzen und erreichte gegen 10:00 Uhr Kotor. 174 Besatzungsmitglieder der SMS Zenta waren getötet worden, 144 gelang es, zur Küste Montenegros zu schwimmen.

## Technische Daten
- Wasserverdrängung: 2524,37 ts / 2631,64 ts max
- Länge: 96 m
- Breite: 11,73 m
- Tiefgang: 4,24 m
- Antrieb: 8 Yarrow Wasserrohr-Kessel, 2 stehende 4-Zylinder 3-fach Expansionsmaschinen, 2 Schrauben
- Leistung: 7200 PSi
- Höchstgeschwindigkeit: 21 Knoten
- Fahrstrecke: 3800 sm bei 12 Knoten
- Bewaffnung: 8 × 12 cm L/40 Kanonen von Skoda in Einzellafetten – 8 × 47 mm L/44 SFK – 2 × 47 mm L/33 SFK - 2 × 45-cm-Überwasser-Torpedorohre seitlich
- Panzerung: Deck 20 – 50 mm, Geschützschilde 45 mm, Kommandoturm 50 mm, Geschützerker 35 mm
- Besatzung: 292 Mann